# José María Oreamuno y Oreamuno
José María Oreamuno y Oreamuno (Cartago, Costa Rica, 1828 - ídem., 23 de julio de 1891), político costarricense, hijo de Francisco Oreamuno y Jiménez y Ana Micaela Oreamuno y Muñoz de la Trinidad. 
Contrajo matrimonio en su ciudad natal, el 8 de septiembre de 1860 con Juana Sáenz Llorente, hija de Francisco Javier Sáenz y Ulloa y María Margarita Llorente y Lafuente.
El 1° de agosto de 1882, el Congreso lo eligió como Tercer Designado a la Presidencia de la República para el período 1882-1886. 
Falleció en Cartago, Costa Rica, el 23 de julio de 1891.
- Datos: Q5943273